# S/2003 J 4
S/2003 J 4 er en af planeten Jupiters måner: Den blev opdaget 5. februar 2003 af et hold astronomer fra Hawaiis Universitet, anført af Scott S. Sheppard. Den Internationale Astronomiske Union har endnu ikke formelt vedtaget et navn til den, men da S/2003 J 4 har retrograd omløb, dvs. den populært sagt "kredser den gale vej" omkring Jupiter, vil den pr. konvention få et navn der ender på bogstavet e.
S/2003 J 4 tilhører den såkaldte Pasiphae-gruppe, som omfatter de 13 yderste Jupiter-måner. Gruppen er opkaldt efter månen Pasiphae.
| Naturvidenskab | Spire Denne naturvidenskabsartikel er en spire som bør udbygges. Du er velkommen til at hjælpe Wikipedia ved at udvide den. |